# 生きてることが辛いなら
『生きてることが辛いなら』（いきてることがつらいなら）は、森山直太朗16枚目のシングル。2008年8月27日発売。発売元はユニバーサルミュージック。

## 概要
本楽曲の歌詞は、森山の友人である詩人の御徒町凧により1997年頃（御徒町凧:20歳前後）に"詩"として生み出された。メジャーデビュー以降の直太朗の楽曲としては珍しく直太朗が作詞に関わっておらず、御徒町単独の作詞作品。この楽曲は発売前に、首都医校・大阪医専・名古屋医専の2008年度TVCMに起用された。前向きに命と向き合う事がテーマであり、2008年6月8日放送のNHK『SAVE THE FUTURE エコうた』にて初披露した後、コンサートツアー2008『諸君!?』でも披露した。
森山が引越しの手伝いをするために、御徒町の自宅を訪れた時、偶然この詩が書かれた紙を発見し作曲・発売に至った。実は、以前にも御徒町は森山にこの詩を提供しようとしていたのだが、森山は「覚えていない」と語っている。テレビCMのタイアップで2008年春から放送されておりフル・ヴァージョンでの初披露・CDリリースまで期間がとても長かったのが特徴。本シングルの1曲目は編曲者笹路正徳によるアレンジ・ヴァージョン。2曲目に、森山によるアコースティックギターの弾き語りバージョンも収録。ライブでの演奏の多くや、TV-CMは、2曲目に近い。
2008年自身のツアーの最終公演を終えテレビで初披露した後、「新曲に賛否の意見1000件」と報道された。この批判の内容は歌詞の内容が「生きてることが辛いならいっそ小さく死ねばいい」と自殺を勧めるような内容にとれるといったものであったが、森山は「決してそのような歌ではなく、最後まで聴く事で本当の意味を汲み取ってほしい」とコメントしている。そして「未来は明るい。そう思っていたらきっとそうなると信じています」と語った。
しかし、一部のコンビニエンスストアなどでは「短時間に出入りする客が多いコンビニでは歌詞の一部だけ耳にする可能性がある」として放送禁止となっている。一方テレビなどでは「問題ない」として流されており、TV-CMはその該当する歌詞は使用されていない。
2008年12月『第50回日本レコード大賞』にてこの楽曲が作詞賞を受賞。
2013年9月よりクロスカンパニー『アースミュージックアンドエコロジー』のCMソングに使用。

## 収録曲
作詞：御徒町凧／作曲：森山直太朗／編曲：笹路正徳
1. 生きてることが辛いなら
2. 生きてることが辛いなら（弾き語り）
3. 生きてることが辛いなら （Instrumentall）

## カバー
・松下優也 - カバーアルバム『うたふぇち 伝わりますか』（2022年3月30日）収録